# Opération Magali
Pour plus de détails, voir Fiche technique et Distribution.
Opération Magali est un film français réalisé par László Kiss et sorti en 1953.

## Synopsis
Un ancien gangster reconverti en garagiste est sollicité par ses anciens amis pour éliminer Magali, la maîtresse de leur chef qu'elle compte dénoncer à la police.

## Fiche technique
- Titre original français : Opération Magali[1]
- Réalisation : László Kiss (sous le nom de « Laslo Kish »)[1]
- Scénario : Maurice Dekobra (d'après son roman), Marcel Rivet, László Kiss
- Image : Raymond Clunie
- Musique : Joseph Kosma
- Montage : Emma Le Chanois
- Société de production : Lux Compagnie Cinématographique de France
- Pays :  France
- Format :  Noir et blanc - 1,37:1 - 35 mm - Son mono
- Genre : Policier
- Durée : 91 minutes
- Date de sortie : 
  - France - 15 mai 1953

## Distribution
- Raymond Souplex : Commissaire Paoli
- André Le Gall : Mario Boulard
- Nicole Maurey : Manon
- Germaine Montero : Magali
- Philippe Nicaud : Le guitariste
- Georges Flamant : Zacco
- Made Siamé
- Henri Marchand
- Catherine Gay
- Liane Marlene